# Toda a Rússia
Toda a Rússia ou Toda a Rus' (em russo:  Всея Руси; no antigo eslavo eclesiástico: Всеꙗ Русіи) é um prefixo para o título dos Grão-Duques e Czares russos, bem como dos primazes da Igreja Ortodoxa Russa (ainda é usado hoje).
Traduzido do eslavo eclesiástico significa "toda a Rússia" (caso genitivo).

## Autoridades Espirituais

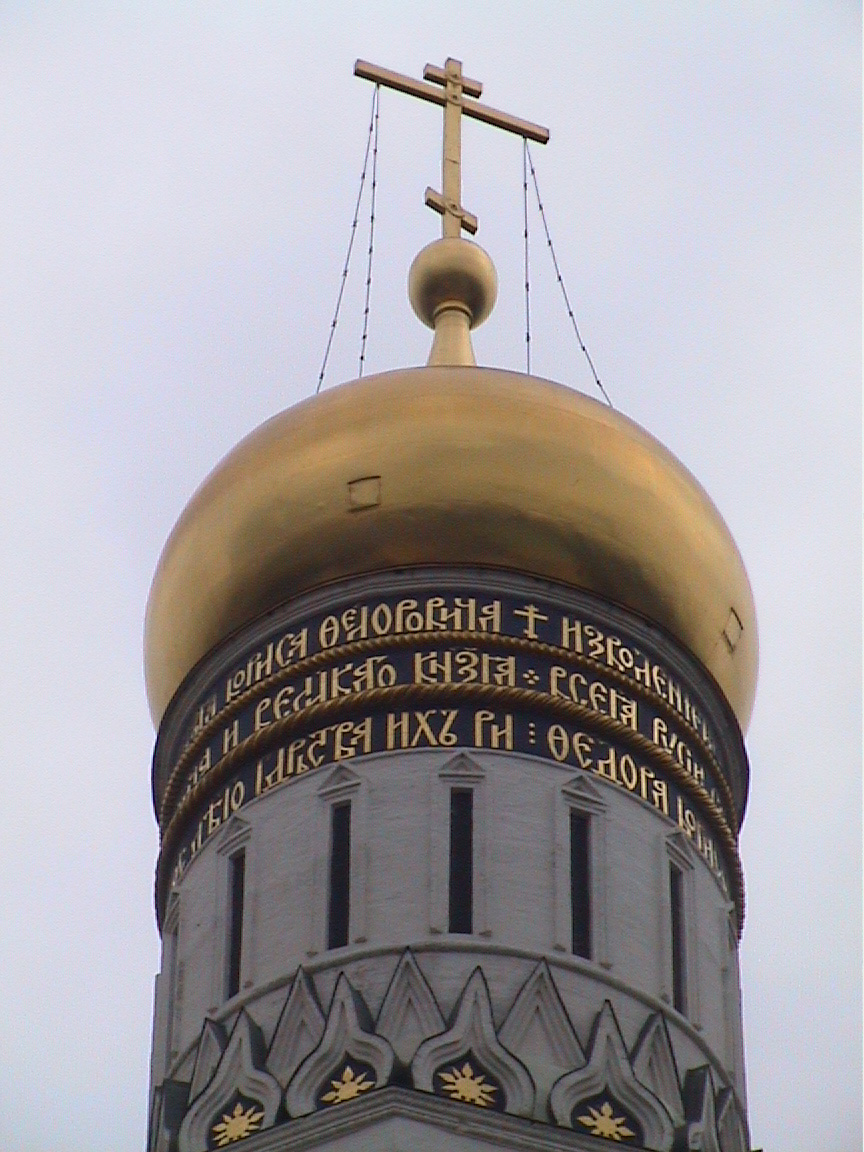
Título real e grão-ducal na cúpula da torre do sino de Ivan, o Grande.

No título dos Metropolitas de Quieve (que mais tarde mudaram sua residência para Vladimir, e depois para Moscou) surgiu a partir da década de 1160, enfatizando a unidade da Igreja nas condições de fragmentação feudal que havia começado na Rússia. Após a divisão no séc. XV da Metrópole de Toda a Rússia nas partes de Moscou e Quievana-Lituana, o prefixo "Toda a Rússia" foi mantido pelos primazes de ambas as cátedras. O título "Metropolita de Toda a Rússia" (sem a palavra "Quieve") foi usado pelos metropolitas de Moscou e, a partir de 1589, pelos patriarcas de Moscou.
Os metropolitas de Quieve em 1458-1688 usavam um prefixo para o título "Quieve, Galícia e Toda a Rússia". Depois que a Metrópole de Quieve se tornou parte do Patriarcado de Moscou, seu prefixo para o título foi esclarecido com a palavra "Malya" (Pequena, em russo:  Малой) - "Metropolita de Quieve, Galícia e Toda a Pequena Rus' ". Os metropolitas católicos gregos depois de 1838 mudaram o prefixo "Quieve, Galícia e Toda a Rússia" para "Galícia".

## Autoridades Seculares

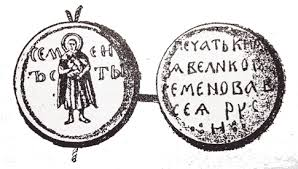
Selo de Simeão, o Orgulhoso - "Príncipe da Grande Rússia"

Selo de Dmitri Donskoi

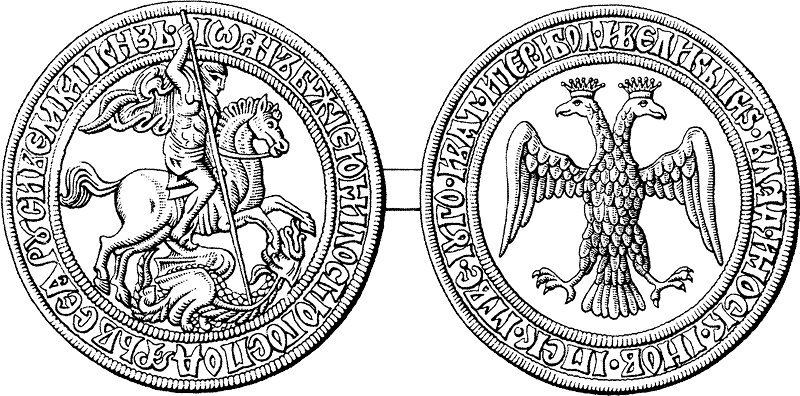
Título "Gospodar de Toda a Rússia" no selo do Grão-Duque de Ivan III

Nos títulos dos governantes seculares, o prefixo era usado esporadicamente. Não coincidia com o tamanho real de sua posse,no entanto, continha uma ideia da unidade política nominal das terras russas e a supremacia de seu proprietário na hierarquia principesca.
Na época pré-mongoliana, o prefixo era aplicado aos príncipes de Quieve. Nas fontes, encontra-se em relação a Usevolodo Yaroslaviche, Vladimir Monômaco, Iuri Dolgoruki, Rostislau Mstislaviche (ou Mstislau Iziaslaviche, o nome do príncipe que governava na época em Quieve não foi informado), Mstislau Romanoviche Smolenski e Romano Mstislaviche da Galícia -Volínia.
Após Quieve ter entrado em decadência como resultado da invasão mongol, os grandes príncipes de Vladimir foram formalmente reconhecidos como o mais velhos entre todos os governantes russos da Horda. Em 1299, o Metropolita de Quieve e Toda a Rússia, Máximo, se mudou de Quieve para Vladimir. O primeiro proprietário indiscutível do prefixo dos príncipes de Vladimir foi Miguel Jaroslaviche Tverskoi. Depois dele todos os príncipes de Moscou que detinham Vladimir, desde Ivan Kalita, usaram o prefixo.
Na rica correspondência em grego entre os patriarcas e imperadores bizantinos e grão-duques Ivan Kalita, Simeão, o Orgulhoso, Ivan II, Dmitri Donskoi e Vasili I são consistentemente referidos como Μέγας ῥὴξ πάσης Ῥωσίας "O Grande Rei de Toda a Rússia". Não só os patriarcas escrevem assim, mas até mesmo o Imperador João Cantacuzino, em 1347. Acredita-se que este título não foi unilateral e foi usado pelos próprios grandes duques em cartas dirigidas à Bizâncio.
Desde o final do séc. XV, o título torna-se oficial e torna-se um elemento obrigatório da titulação dos grandes duques de Moscou.
Desde o séc. XVI, nos títulos dos Czares de Moscou, ocasionalmente se encontra a forma helenizada "Toda a Rússia". De 1654 a 1721 o prefixo se expandiu para mais detalhes - assim o título oficial de Alexei Mikhailoviche dizia "Autocrata de Toda a Grande, Pequena e Branca Rússia". Na era do Império Russo o título do soberano foi transformado em "Imperador de Toda a Rússia".
Os governantes do Principado da Galícia-Volínia nos séc. XIII-XIV, além de um título de príncipe, começaram a levar o título de Rei da Rússia, concedido pelo Papa. De acordo com Y. Isaevich, eles queriam dizer  por "Rus" o território de seu principado. Na opinião de L.Vojtovich, o título era pretensioso e estendido a toda a Rússia. Com o prefixo "allya" (toda) é anotado na carta dos irmãos Andrei e Lev Iurieviche ao Mestre do Ordem Teutônica (1316) - Duces totius terrae Russiae, Galiciae e Lademiriae ("Príncipes de Toda a Rússia, Galícia e Vladimir") e na carta do Príncipe Iuri Troidenoviche (1335) - Dux totius Russiae Minoris ("Príncipe de Toda a Pequena Rússia").
Também o título de governantes da Rússia foi usado por alguns hetmans da Hoste Zaporijiana. Assim, Bogdano Khmelnitski, em sua correspondência diplomática com o Sultão Otomano, assinou como "Hetman do Exército Zaporojiano e de Toda a Rússia".